# Neftalí

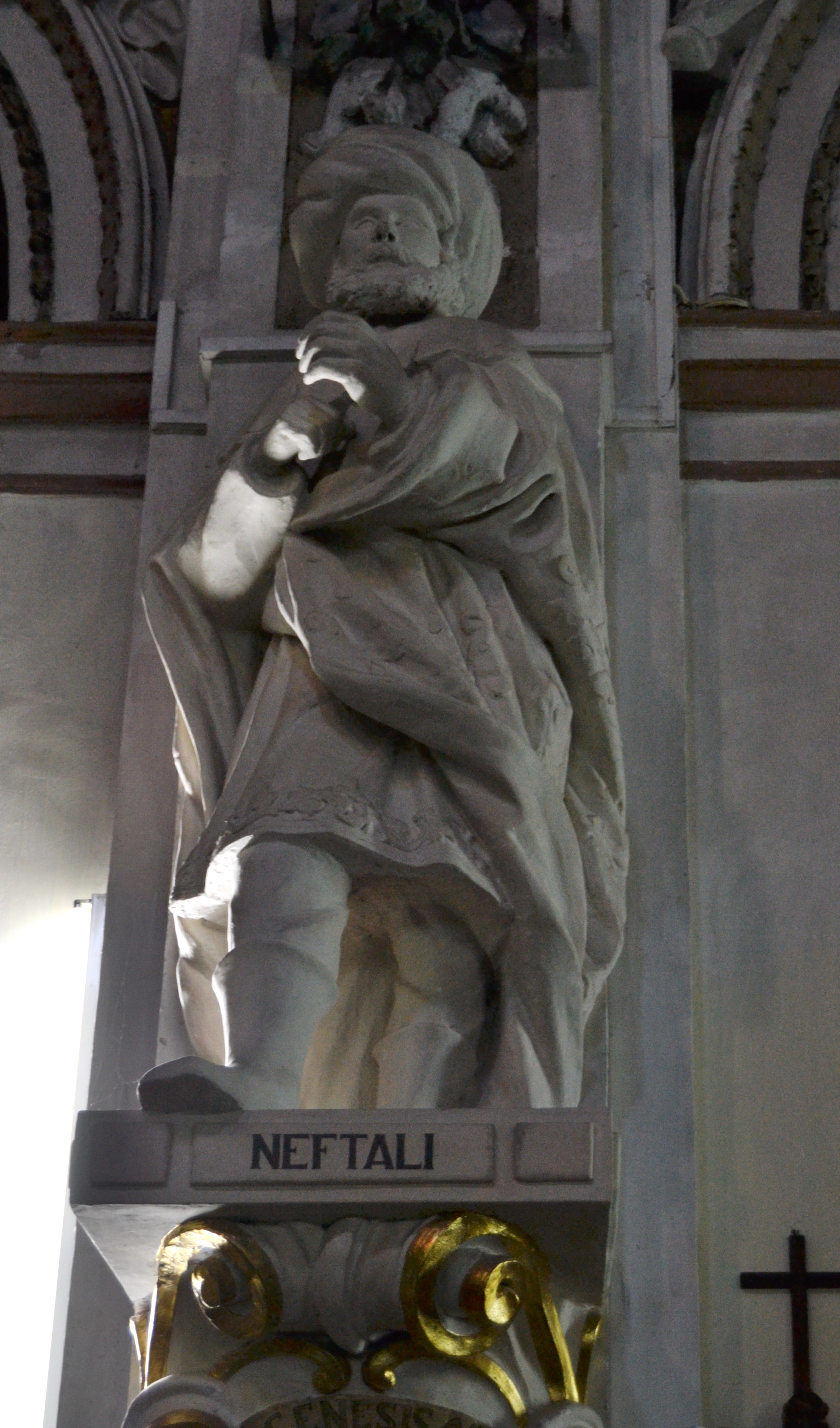
Estàtua de Neftalí a l'església de sant Joan del Mercat de València.

Segons el Gènesi, Neftalí (en hebreu נַפְתָּלִי בן-יַעֲקֹב Naptālî ben Yahăqōb) és un dels dotze fills de Jacob. La seva mare era Bilhà, una esclava de Raquel, esposa de Jacob. Va ser el patriarca de l'anomenada Tribu de Neftalí, una de les 12 d'Israel.
Neftalí es casà i tingué diversos fills:
- Jahseel o Jahassiel
- Guní
- Jésser
- Xil·lem o Xal·lum

Un dia, juntament amb els seus germans envejosos de Josep, el van vendre a un mercader d'esclaus ismaelita que anava a Egipte i van dir al seu pare que havia estat mort per una fera. Quan van arribar temps de sequera, baixà amb els seus germans a Egipte per comprar aliments. Allà van trobar al regent del país, qui els confessà que era el seu germà Josep i els perdonà a tots. Aleshores la família s'instal·là a Egipte.